# Cinclodes patagonicus
A Cinclodes patagonicus a madarak (Aves) osztályának verébalakúak (Passeriformes) rendjébe és a fazekasmadár-félék (Furnariidae) családjába tartozó faj.

## Rendszerezése
A fajt Johann Friedrich Gmelin német természettudós írta le 1789-ben, a Motacilla nembe Motacilla patagonica  néven, innen helyezték jelenlegi nemébe.

## Alfajai
- Cinclodes patagonicus chilensis (Lesson, 1828)
- Cinclodes patagonicus patagonicus (Gmelin, 1789)[2]

## Előfordulása
Argentína és Chile területén honos. A természetes élőhelye a parti sziklás strandok, tavak, folyók és patakok környéke. Állandó, nem vonuló faj.

## Megjelenése
Testhossza 18-20 centiméter, testtömege 37-54 gramm.

## Külső hivatkozás
- Képek az interneten a fajról
- Internet Bird Collection - videók a fajról
- Xeno-canto.org - a faj hangja